# Seznam nákupních center v Praze
Mnoho obchodních řetězců sdílí prodejní prostory v nákupních centrech a obchodních domech. Nákupní centra jsou oblíbené i pro přítomnost restaurací, dětských koutků a dalších služeb. V Praze je víc než 60 obchodních center a další se staví.
Evropská společnost DTZ v roce 2014 vyzkoumala, že v Praze je na každých 1000 obyvatel 723 m² prodejní plochy.

## Praha 1
Staré Město

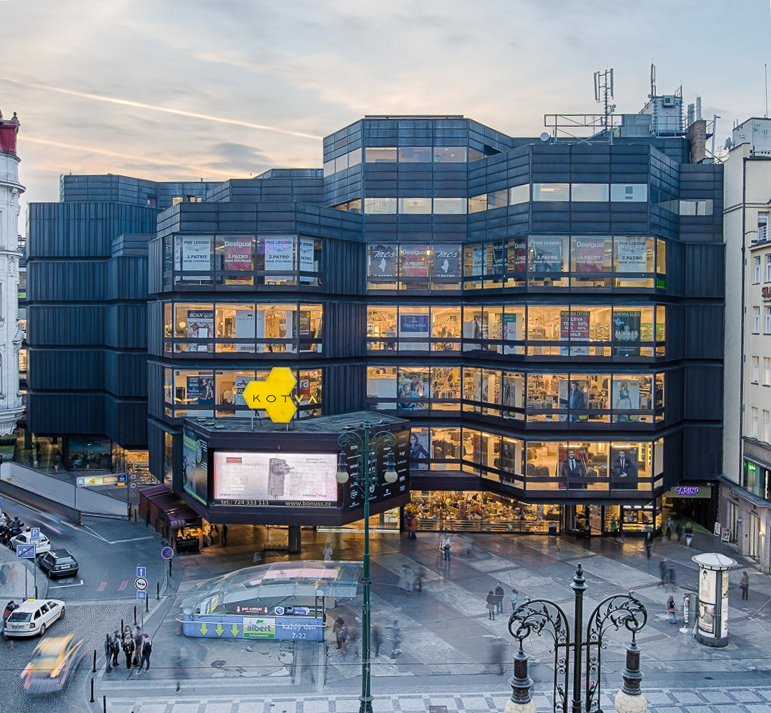
Obchodní dům Kotva na náměstí Republiky postavený v roce 1975

- OD Kotva, náměstí Republiky 656/8 - zrušeno
- Palác Myslbek, Na příkopě 1096/19
- Palác Metro, Národní 961/25

Nové Město
- Bílá labuť, Na Poříčí 1068/23
- Florentinum, Na Florenci 2116/15
- Palladium, náměstí Republiky 1079/1a
- Slovanský dům, Na příkopě 859/22
- Černá růže, Na příkopě 853/12
- Palác Koruna (Koruna Palace Shopping Center), Václavské náměstí 846/1
- Obchodní dům Máj (Tesco My, My Národní), Národní 63/26
- OC Quadrio, Spálená 2121/22
- OC Vodičkova, Vodičkova 1277/19
- Myšák Gallery, Vodičkova 710/31
- OC Hlavní nádraží Praha, Praha hlavní nádraží, Wilsonova 300/8

## Praha 2
Nové Město
- Nákupní galerie Atrium, Karlovo náměstí 2097/10

Vinohrady
- Pavilon (Vinohradská tržnice), Vinohradská 1200/50

## Praha 3
Žižkov
- Atrium Flora, Vinohradská 2828/151
- Bezovka, Ondříčkova 580/39
- OD Lípa, Koněvova 1956/214
- Obchodní centrum Koněvova, Koněvova 2502/250

## Praha 4
Záběhlice (Spořilov)
- OD Centrum , Hlavní 2459/108

Michle
- BB Centrum, kolem Vyskočilovy ulice
- Obchodní centrum B666, mezi Ješetickou a Budějovickou ulicí

Nusle
- Arkády Pankrác, na místě původní Pankrácké tržnice, Na Pankráci 1727/86

Krč
- Atrium Štúrova, Štúrova 1284/20, Štúrova 1283/18
- DBK Budějovická, Budějovická 1667/64
- OD Modrý Pavilon, dříve Dům obchodu, služeb a osvěty, Štúrova 1281/10, Štúrova 1282/12
- OD Tempo, Štúrova 1418/4

Braník
- Novodvorská Plaza, Novodvorská 1800/136

Lhotka
- Obchodní centrum Novodvorská, Novodvorská 434/149

### Praha 11
Chodov

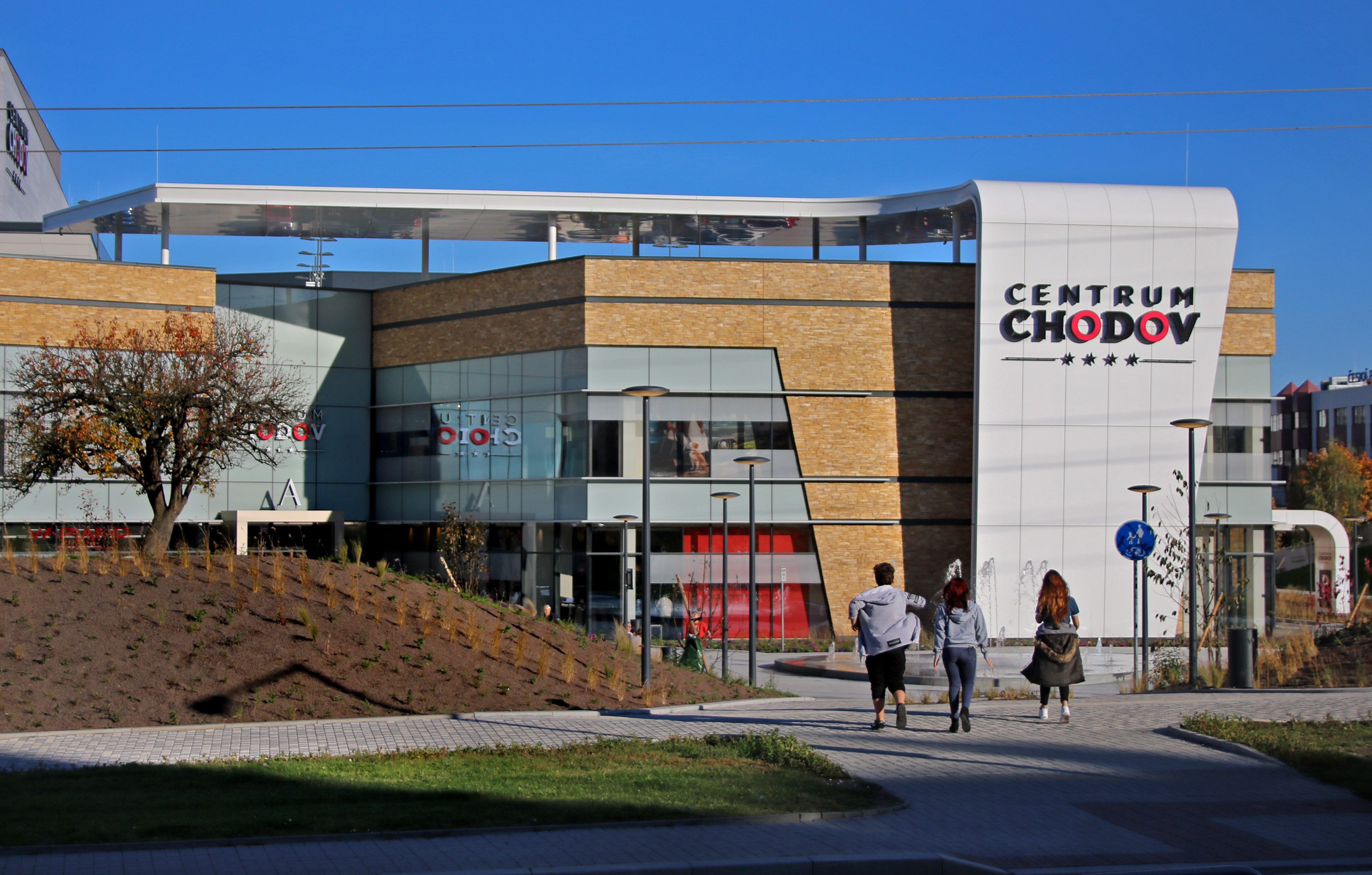
Westfield Chodov, největší nákupní centrum v Praze i v Česku

- Westfield Chodov (dříve Centrum Chodov), Roztylská 2321/19 (od roku 2019 Westfield Chodov)
- OC Chrpa, Krejnická 2021/1 (u Pošepného náměstí)
- OC Opatovská, Opatovská
- OC Slunečnice, Jírovcovo náměstí 1783/2, Vojtíškova 1783/2

Háje
- Nákupní středisko Blankyt, Matúškova 831/1
- Obchodní centrum Háje, dříve OC Galaxie, Opatovská 874/25, Arkalycká 757/6, Arkalycká 877/4, Arkalycká 833/1, Arkalycká 758/2

### Praha 12
Kamýk
- AMI Center Praha Kamýk, dříve nákupní středisko Svit, pak Family centrum Vosátkova 285/1
- OC Jasná, Písnická 963/9, Zdislavická 963/1
- Nákupní centrum Těšíkova, původně Unimarket, Těšíkova 987/2, Těšíkova 986/4
- OC Obzor, Freiwaldova 627/1, Freiwaldova 628/3

Modřany
- Nákupní centrum Labe, Mazancova 3058/2, Mráčkova 3059/5
- Obchodní centrum Modřany, Sofijské náměstí 3404/3, 3405/2, 3406/1, 3401/5, Plovdivská 3426/7
- Pasáž Sofie (dříve Prior Modřany), Sofijské náměstí 3400/6
- Nákupní centrum Otava, Pertoldova 3344/6, Československého exilu 3344/27, sídliště Na Beránku
- Obchodní dům Vltava, Obchodní náměstí 1590/4
- Nákupní centrum Sázava, Rilská 3172/3 (Albert Supermarket), Angelovova 3172/2, Rilská 3174/6, Rilská 3172/3, Rilská 3173/1
- Nákupní centrum Želivka, Vazovova 3229/1
- Kaufland Modřany, Lhotecká 2109/2d
- Obchodní pavilon Komořanská, Komořanská 2168/48

Komořany
- Nákupní centrum Orion, K Nouzovu 2181/1

### Praha-Kunratice
Kunratice
- Obchodní centrum Kunratice, Dobronická (če. 504?)  Archivováno 17. 5. 2018 na Wayback Machine.

### Praha-Libuš
Písnice
- Sapa, Libušská 319/126

## Praha 5
Smíchov
- OC Nový Smíchov, Plzeňská 233/8, Radlická 233/1b
- OC Zlatý Anděl, Nádražní 344/25

Hlubočepy
- OC Kamera, Tilleho náměstí 792/2, sídliště Barrandov

Jinonice
- Galerie Butovice, Radlická 520/117

### Praha 13
Stodůlky
- OC Lužiny, Archeologická 2256/1
- OC Luka, Mukařovského 1986/7, 1985/5
- OC Paprsek, Hábova 1517/5, 2345/7, Šostakovičovo náměstí
- Nákupní centrum Stodůlky, Nárožní 1390/4, XXXLutz, dříve Tesco Stodůlky
- New Living Center, Šafránkova 1238/1
- Centrum Velká Ohrada, Prusíkova 2577/16, Velká Ohrada

Třebonice
- Homepark Zličín (dříve Avion Shopping Park Praha-Zličín), Skandinávská 144/15, 15a, 17, 19, 21, 23, 25 (Tesco Extra Zličín), 145/13, 141/3, 5, 7, 9, 15a, IKEA, Skandiánvská 131/1 (autobusová zastávka Obchodní centrum Zličín)

### Praha-Zličín
Třebonice
- Metropole Zličín, Řevnická 121/1
- Globus Zličín, Sárská 133/5 (autobusová zastávka Obchodní centrum Sárská, dříve Globus Zličín)

### Praha 16
Radotín
- OC Berounka, náměstí Osvoboditelů 1371, 1372, 1409

## Praha 6
Vokovice
- Administrativní a obchodní centrum Bořislavka, Evropská, Liberijská, Kladenská nám. Bořislavka, ve výstavbě
- OD Šárka, Evropská 695/73, sídliště Červený vrch

Veleslavín
- OD Čílova, Čílova 304/9, Petřiny

Břevnov
- OD Petřiny, Na Petřinách 1945/55, Petřiny

Ruzyně
- OC Šestka, Fajtlova 1090/1
- OC Letiště Praha, Letiště Václava Havla Praha, Aviatická, Schengenská
- OC Delta, Žukovského 888/2

### Praha 17
Řepy
- OC Řepy, Makovského 1349/2a

## Praha 7
Holešovice
- Holešovická tržnice, Bubenské nábřeží 306/13
- Centrum Stromovka[2] Veletržní, Strojnická

## Praha 8
Čimice
- Centrum Draháň, Čimická 780/61

Bohnice
- OC Odra, Lodžská 399/26, sídliště Bohnice
- OC Visla, Zhořelecká 514/2, sídliště Bohnice

Troja
- Centrum Krakov, Lodžská 850/6, sídliště Bohnice, před přestavbou OC Krakov
- OC Nisa, Krynická 488/31, sídliště Bohnice

Kobylisy
- OC Sokolníky, Trousilova 1031/2, 1064/4, 1065/6, sídliště Kobylisy
- OD Ládví, Střelničná 1660/31, sídliště Ďáblice
- Nákupní centrum Šimůnkova, Šimůnkova 1625/1, sídliště Ďáblice
- OC Severka, Tanvaldská 1347/2, Střelničná 1347/47, Třebenická 1348/2, sídliště Ďáblice

## Praha 9
Libeň
- Galerie Harfa, Českomoravská 2420/15a

Vysočany
- Galerie Fénix, Freyova 945/35, 33

Prosek
- Obchodní dům Prosek, dříve Prior Prosek, Vysočanská 382/20

### Praha 18
Letňany
- OC Letňany, Veselská 663

### Praha-Čakovice
Čakovice
- Globus Čakovice, Kostelecká 823/77

### Praha 14
Hloubětín
- Havana, Mochovská 535/38, 478/40

Černý Most
- Centrum Černý Most, Chlumecká 765/6

## Praha 10
Vršovice
- Nákupní centrum Eden, U Slavie 1527/3

Strašnice
- Tesco Extra Skalka, Přetlucká 3295/50
- OC Skalka, Goyova 2239/1, 2237/6, 2238/4, Rubensova

Malešice
- Oáza, Počernická 473/81, sídliště Malešice

Záběhlice
- OC Cíl, Topolová 2915/16, sídliště Zahradní Město východ (1969)
- OC Květ, Jabloňová 3000/15, sídliště Zahradní Město západ (1976)

### Praha 15
Hostivař
- Vivo! Hostivař, dříve Park Hostivař, Švehlova 1391/32
- OC Taškent, Plukovníka Mráze 1182/24, sídliště Hornoměcholupská

Horní Měcholupy
- Na Vartě, Milánská 311
- Retail Park Hornoměcholupská, Hornoměcholupská 764
- OD Mája, Veronské náměstí 403

### Praha-Štěrboholy
Štěrboholy
- OC Europark, Nákupní 389/3
- Outlet centrum Štěrboholy (Fashion Arena Outlet Center), Zamenhofova 440, Průmyslová 440
- Retail Park Štěrboholy, Kutnohorská 532

## V blízkém okolí Prahy

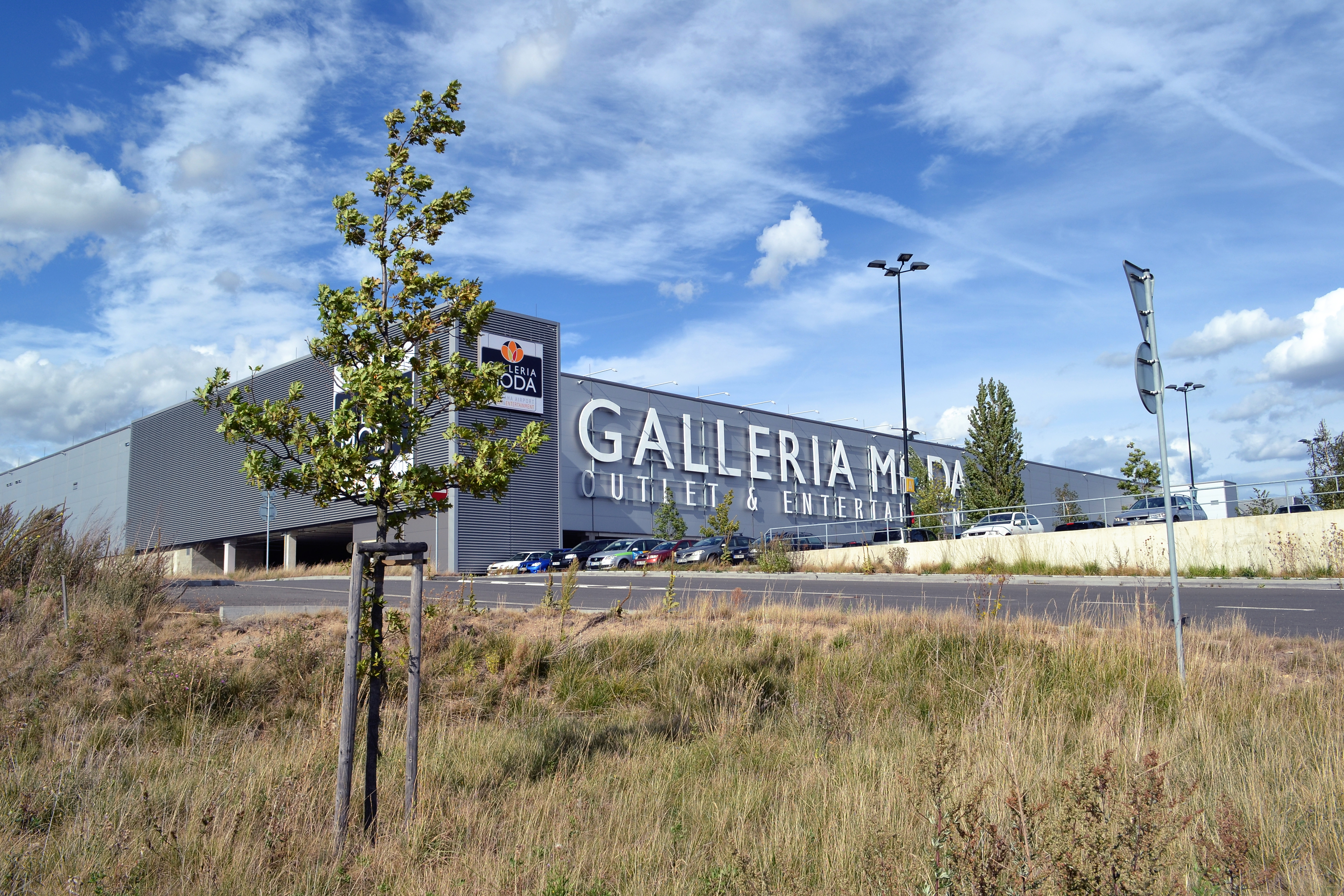
Prague The Style Outlets před otevřením (2018) ještě jako Galleria Moda v roce 2012

- Prague The Style Outlets (na místě bývalého neotevřeného Galleria Moda u Letiště Václava Havla), Tuchoměřice
- Čestlice

## Zaniklá nákupní centra
- OC Růže, Roztylská 2232/17 (1991–2015, zbouráno kvůli rozšíření Centra Chodov)